# Mikkel Fischer
Mikkel Rosleff Fischer (* 23. März 2004) ist ein dänischer Fußballspieler. Er steht in Norwegen bei FK Haugesund unter Vertrag. Zudem ist der Innenverteidiger auch dänischer Nachwuchsnationalspieler.

## Karriere

### Verein
Mikkel Fischer spielte beim FC Skanderborg, bevor er im Alter von 15 Jahren in die Akademie des FC Midtjylland wechselte. Im Januar 2023 erhielt er dort eine Vertragsverlängerung um fünf Jahre. Fischer wurde im Juli 2023 an den Zweitligisten FC Fredericia verliehen. War er zunächst Einwechselspieler, erkämpfte er sich bald einen Platz in der Stammelf und wurde dabei vorwiegend als Innenverteidiger, manchmal auch auf der rechten Außenbahn, eingesetzt. Mit dem FC Fredericia qualifizierte sich Mikkel Fischer für die Aufstiegsrunde. Sein Leihvertrag lief aus, weshalb er Fredericia, eine Stadt mit ungefähr 41.000 Einwohnern am Kleinen Belt, verlassen musste und zum FC Midtjylland zurückkehren. Jedoch wurde er im Juli 2024 nach Norwegen an den FK Haugesund verkauft. Dort unterschrieb er einen Vertrag, der für die nächsten vier Jahre gilt.

### Nationalmannschaft
Mikkel Fischer spielt parallel zu seiner Vereinslaufbahn auch für dänische Nachwuchsnationalmannschaften und kam bisher in Länderspielen der Altersklassen U16, U18, U19 und U20 zum Einsatz.